# Marcela de Juan
Marcela de Juan (La Habana, 1 de enero de 1905-Ginebra, 28 de agosto de 1981) fue una escritora y traductora española y china. Su nombre en chino es Hwang Ma Cé, 黃瑪賽 (pinyin: Huáng mǎsài).

## Biografía
Hija del mandarín Hwang Lü He 黃履和 (pinyin: Huáng lǚhé), diplomático chino, y de Juliette Broutá-Gilliard, belga de ascendencia española. Su padre había sido Secretario de la Legación China en España y en 1905 fue trasladado de nuevo de La Habana a Madrid como ministro Plenipotenciario de la Legación de China (equivalente al rango de Embajador de China en España). Conocido como Liju Juan, Huang fue un personaje conocido en el Madrid de la época.
Vivió en Madrid entre 1905 y 1913. Se educó en Madrid junto con su hermana Nadine de Juan (en chino Hwang Na Ting 黃娜汀; pinyin: Huáng Nàtīng) donde su familia se relacionó con el político Natalio Rivas, ministro de Instrucción Pública, con José Canalejas, el Conde de Romanones, los escritores Pío Baroja y Emilia Pardo Bazán, el escultor Mariano Benlliure y más tarde, con el editor de la Revista de Occidente, José Ortega Spottorno.
En 1913 la familia se trasladó a China, al ser nombrado su padre para un nuevo cargo en el Ministerio de Asuntos Exteriores de Pekín. En la ciudad de Pekín Marcela de Juan y su hermana Nadine se relacionaron con diplomáticos extranjeros, como el cónsul francés en Shanghái Alexis Léger (Saint-John Perse), Jean Chauvel, el mariscal Joffre, el escritor Galeazzo Ciano, conde de Cortelazzo, o el duque de York, que se convertiría en el rey Jorge VI de Inglaterra. Asistió a la boda del último emperador, Pu Yi. Trató a los escritores chinos Hu Shih y a Lin Yutang, con quien mantuvo relación hasta la muerte de éste en 1976. Trabajó en la sucursal pekinesa de la Banque Française pour le Commerce et l'Industrie.
Fue testigo de la manifestación que el 4 de mayo de 1919 organizaron los estudiantes en Pekín en protesta por la Conferencia de Versalles, que da nombre al Movimiento del Cuatro de Mayo que aglutinó las ideas reformistas previas a la revolución. Colaboró con la revista Nueva Juventud fundada en 1915 por Chen Duxiu, decano de la Facultad de Letras de la Universidad de Pekín (Pei ta), y con la revista "Nueva Ola", junto con Victor Hoo, que llegaría a ser Secretario General Adjunto de la ONU junto con Trygve Lie y con Dag Hammarksjöld.
Junto con su hermana Nadine, en ese momento coronel de aviación del ejército chino, trató al presidente de la república Yuan Shikai, y al general Chang Dzung Chang. Nadine de Juan fue secretaria del primer ministro del Gobierno del Norte de China, llamado Pan Fu, un noble que mantenía siete concubinas y que propuso a Marcela de Juan convertirse en la octava, lo que esta no aceptó.
En 1926 murió su padre, Hwang Lü He. En 1928 volvió a España en un viaje que pretendía ser temporal pero que duró hasta 1975. En España se casó con Fernando López Rodríguez-Acosta , que murió a los dos años. Más tarde su madre y su hermana también se trasladaron a España. En este periodo en Madrid trató a Natalio Rivas, los periodistas Julio Broutá y Vicente Sánchez Ocaña, el ceramista Daniel Zuloaga, el escritor Ricardo Baeza, y al editor Manuel Aguilar. Gracias a su relación con José Ortega Spottorno comenzó a dar conferencias sobre aspectos de la cultura y la vida chinas, primero en Madrid y más tarde en distintas ciudades de Europa. Mujer políglota y cosmopolita, considerada como una de las pioneras de la modernidad femenina, además de su trabajo de conferenciante y periodista obtuvo el empleo de intérprete en la Oficina de Interperetación de Lenguas del Ministerio de Asuntos Exteriores de España, empleo que mantuvo hasta su jubilación. En 1955 fundó junto con Consuelo Berges la Asociación Profesional de Traductores e Intérpretes.
Como traductora es responsable de las tres antologías más importantes de poesía china editadas en España, y de otras tres antologías de relatos chinos y orientales. Colaboraba en la prensa diaria, en revistas semanales, en libros sobre cultura y geografía, en diccionarios y enciclopedias, fue asesora de la película 55 días en Pekín, y hacía entrevistas a personalidades que se publicaban en la Revista de Occidente.
En 1975 hizo su primer viaje a China después de la Revolución y la fundación de la República Popular, en calidad de intérprete de la primera misión comercial española tras en restablecimiento de relaciones diplomáticas en 1973. Visitó China dos veces más. En 1977 publicó sus memorias "La China que ayer viví y la China que hoy entreví".

## Traducciones y antologías
- 1948, Breve antología de la poesía china, por la editorial Revista de Occidente.
- 1948, Cuentos chinos de tradición antigua, por la editorial Espasa Calpe de Buenos Aires.
- 1954, Cuentos humorísticos orientales, Espasa Calpe
- 1962, Segunda antología de la poesía china, por la editorial Revista de Occidente.
- 1973, Poesía china: Del siglo XXII a. C. a las canciones de la Revolución Cultural, por Alianza Editorial.
- 1983, El espejo antiguo y otros cuentos chinos, por Espasa Calpe

## Memorias
- Marcela de Juan: La China que viví y entreví (ed. y prólogo de Marisa Peiró), "La línea del horizonte" (2021). ISBN: 9788417594855.